# Champrepus
Champrepus är en kommun i departementet Manche i regionen Normandie i norra Frankrike. Kommunen ligger i kantonen Villedieu-les-Poêles som tillhör arrondissementet Saint-Lô. År 2022 hade Champrepus 322 invånare.

## Befolkningsutveckling
Antalet invånare i kommunen Champrepus
| Referens: INSEE |